# 1982 dans le catholicisme
Chronologie du catholicisme
- 1978
- 1979
- 1980
- 1981
- 1982
- 1983
- 1984
- 1985
- 1986

Cet article présente les faits marquants de l'année 1982 dans le catholicisme.

## Évènements
- 12 au 19 février : voyage apostolique du pape au Nigeria, au Bénin, au Gabon et en Guinée équatoriale.
- 12 au 15 mai : voyage apostolique du pape au Portugal.
- 23 mai : béatification de Marie Rivier, Marie-Rose Durocher et André Bessette.
- 28 mai au 2 juin : voyage apostolique du pape au Royaume-Uni.
- 10 au 13 juin : voyage apostolique du pape au Brésil et en Argentine.
- 15 juin : voyage apostolique du pape à Genève (Suisse).
- 20 juin : canonisation de Crispin de Viterbe.
- 29 août : voyage apostolique du pape à Saint-Marin.
- 3 octobre : béatification de Jeanne Jugan.
- 10 octobre : canonisation de Maximilien Kolbe.
- 31 octobre : canonisation de Marguerite Bourgeoys et Jeanne Delanoue.
- 31 octobre au 9 novembre : voyage apostolique du pape en Espagne.

## Naissances
- 1er juin : Charles Troesch, prêtre et chanteur français

## Décès

### Janvier
- 23 janvier : Jean Villepelet, prélat français, évêque de Nantes puis évêque titulaire de Rucuma (de) (° 12 septembre 1892)

### Février
- 13 février : Bienheureux James Alfred Miller, prêtre américain, missionnaire au Guatemala et martyr (° 21 septembre 1944)

### Mars
- 22 mars : Pericle Felici, cardinal italien de la Curie, précédemment archevêque titulaire de Samosate (de) (° 1er août 1911)

### Avril
- 1er avril : Georges Marolleau, prêtre français, directeur général de l'Œuvre d'Orient (° 9 juin 1901)
- 23 avril : Henri Audrain, prélat français, archevêque d'Auch (° 31 décembre 1895)
- 25 avril : John Cody, cardinal américain, archevêque de Chicago (° 24 décembre 1907)
- 29 avril : Enrique Alvear Urrutia, prélat chilien, évêque auxiliaire de Santiago du Chili et évêque titulaire de Sita (de), serviteur de Dieu (° 29 janvier 1916)

### Mai
- 9 mai : Louis Dalle, prélat et missionnaire français, évêque d'Ayaviri (° 27 avril 1922)
- 24 mai : Raffaele Calabria, prélat italien, archevêque de Bénévent (° 11 décembre 1906)

### Juin
- 2 juin : Charles-Eugène Parent, prélat canadien, archevêque de Rimouski (° 22 avril 1902)
- 23 juin : Gabriel Gonnet, prêtre français, aumônier national de la Fédération sportive et culturelle de France (18 janvier 1931)
- 24 juin : Albert Speekaert, prêtre rédemptoriste et écrivain belge (° 1er février 1915)

### Juillet
- 3 juillet : Georges Galli, acteur puis prêtre français (° 22 novembre 1902)
- 29 juillet : Eliseu Maria Coroli, prélat et missionnaire italien, prélat de Guama (° 9 février 1900)

### Août
- 8 août : Juan Sáez Hurtado, prêtre et vénérable espagnol (° 15 décembre 1897)
- 10 août : Antonio Cunial, prélat italien, évêque de Vittorio Veneto (° 6 septembre 1915)
- 20 août : Antonio del Giudice (en), prélat italien, diplomate du Saint-Siège et archevêque titulaire d'Hiérapolis-en-Syrie (° 16 avril 1913)
- 23 août : Jacques Delarue, prélat français, premier évêque de Nanterre (° 30 août 1914)
- 24 août : Félix-Antoine Savard, prêtre et écrivain canadien (° 31 août 1896)

### Septembre
- 18 septembre : Carlos Carmelo de Vasconcelos Motta, cardinal brésilien, archevêque d'Aparecida (° 16 juillet 1890)
- 26 septembre : Roger Heckel, prélat français, évêque coadjuteur de Strasbourg (° 18 juillet 1922)

### Octobre
- 26 octobre : Giovanni Benelli, cardinal italien, archevêque de Florence (° 12 mai 1921)

### Novembre
- 1er novembre : Vitus Chang Tso-huan, prélat chinois, évêque de Xinyang, mort en exil (° 22 août 1903)
- 20 novembre : Nicolas Huyghebaert, prêtre bénédictin et historien belge (° 22 décembre 1912)
- 25 novembre : Maur Cocheril, moine trappiste français, spécialiste du chant grégorien et de l'histoire cistercienne (° 30 juin 1914)

### Décembre
- 4 décembre : Jean Fleury, prêtre jésuite et résistant français, Juste parmi les nations (° 21 février 1905)
- 29 décembre : André Dupeyrat, prêtre, missionnaire en Papouasie-Nouvelle-Guinée et auteur français (° 8 mars 1902)